# Julius Hübner
Rudolf Julius Benno Hübner (Oels, 27 gennaio 1806 – Loschwitz, 7 novembre 1882) è stato un pittore tedesco, appartenente alla scuola di Düsseldorf.

## Biografia
Apparteneva ad una famiglia di contadini medi della Slesia, della quale il primo figlio maschio ereditava la carica di capo guardacaccia del signore di Oels sin dai tempi di Corrado di Oels, quindi dal XV secolo; Julius ereditò dal padre l'infinita passione per la mitologia germanica e per le fiabe popolari, che il padre gli narrava fin da bambino. 
Grazie all'interessamento del re Federico Guglielmo III, che era allora duca di Slesia, oltre che re di Prussia, per i suoi primi disegni, riguardanti già allora i temi delle fiabe germaniche, dal 1821 ebbe la possibilità di studiare all'Accademia Reale delle Belle Arti di Berlino, dove fu alunno dei fratelli Schadow, Friedrich Wilhelm von Schadow e Rudolf Schadow, che lo iniziarono al loro circolo pittorico, del quale facevano parte tra gli altri anche Felix Schadow, fratello dei precedenti, Christian Daniel Rauch, Carl Christian Vogel von Vogelstein e Peter von Cornelius. Trasferitosi nel 1826 a Düsseldorf, fu stipendiato da un diplomatico polacco, il conte Atanazy Raczyńsky, e nel 1828 produsse il suo primo quadro, "Die Fischer", riferito con caratteri popolari ad una celebre ballata di Goethe. Successivamente l'aristocratico polacco lo incarico di dipingere il quadro "Roland, die Prinzessin Isabella aus der Rauberhohle befreiend", ed eseguì numerosi quadri con soggetti biblici per mecenatismo del suo conte.
Dal 1834, quando i suoi guadagni salirono abbastanza, lasciò il grado di artista servitore, e dopo essersi procurato una cattedra all'Accademia pittorica di Dresda, prese a dipingere in proprio e si dedicò particolarmente agli amati soggetti delle saghe e delle fiabe germaniche, tra i quali è importante da ricordare una mirabile esecuzione del "Melusine"; tra i suoi alunni a Dresda, ricordiamo Oskar von Alvensleben.
Successivamente eseguì opere per altari nelle cattedrali di Francoforte sul Meno, Meißen e Halle, dedicandosi poi a soggetti storici, come Carlo V e Federico II di Prussia. Julius sposò la sorella dell'amico Eduard Bendemann, e suo figlio Emil Hübner fu un celebre filologo.